# Phyllotreta furthi
Phyllotreta furthi es una especie de insecto coleóptero de la familia Chrysomelidae. Fue descrita científicamente en 1985 por Doguet.